# Кизим Богдан
Кизим Богдан (? — 1638) — київський козацький сотник, керівник повстанського загону під час селянсько-козацького повстання 1637 року в Україні проти шляхетських гнобителів та польських загарбників.

## З життєпису
Після відновлення православної ієрархії в Україні за дорученням П. Конашевича-Сагайдачного супроводжував єрусалимського патріарха Теофана III до кордонів Речі Посполитої під час його Місії в Україні. Брав участь (у ранзі сотника) у Хотинській війні 1621 та Федоровича повстанні 1630.
На початку повстання 1637 року вийшов з Києва з частиною козаків на Лівобережжя і у Переяславі сформував повстанський загін і керував 4-тисячним загоном.
Після невдалої спроби об'єднатися з головними силами повстанців на чолі з Павлюком, які перебували в Мошнах, із загоном відступив у район Ірклієва.
Після поразки повстанців у Кумейківському бою 1637 року реєстровці схопили Кизима і видали його польсько-шляхетському командуванню.
Незабаром спалахнуло повстання на Лубенщині на чолі з сином Кизима — Кизименком. Польний гетьман Миколай Потоцький придушив цей виступ, зокрема, в Лубнах перед 8 січня 1638, виславши туди 24 грудня 1637 загін на чолі з своїм зведеним братом Станіславом.
Захоплених у полон Кизима і Кизименка посадили на палі у Києві на Замковій горі.